# エンブラエル
エンブラエル（EMBRAER、Empresa Brasileira de Aeronáutica S.A.、NYSE:ERJ）は、ブラジルの航空機メーカー。ブラジル最大の輸出企業であり、世界第3位の旅客機メーカーでもある。

## 歴史

### 国策企業

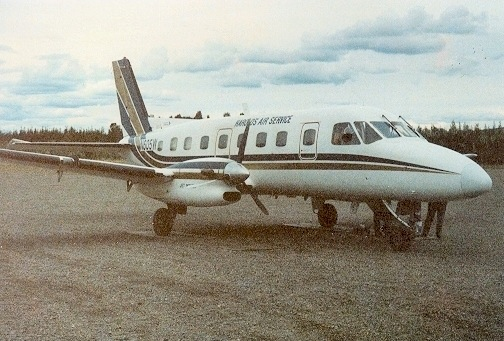
EMB-110

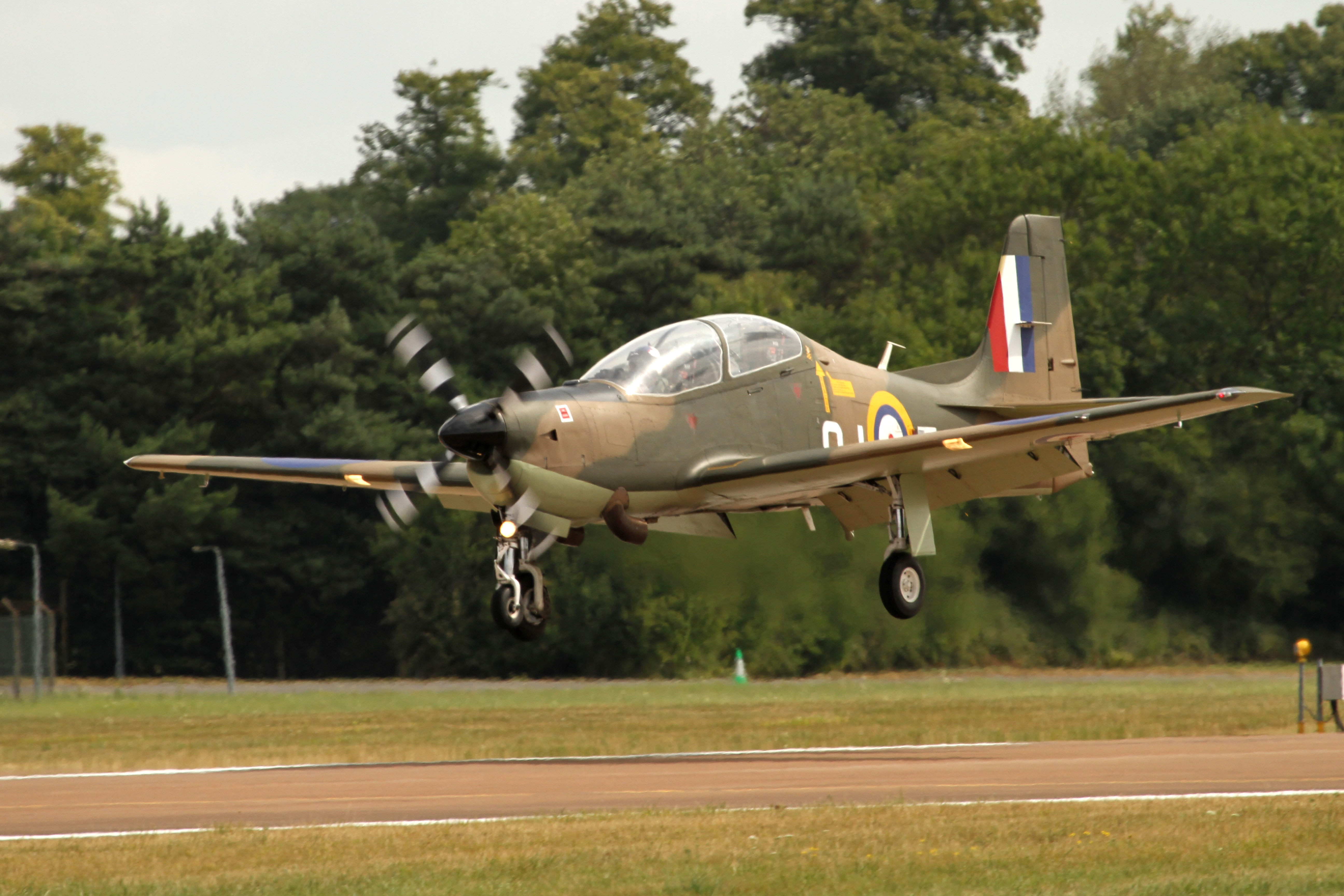
EMB-312

エンブラエルは1969年にブラジルの国営航空機メーカーとして誕生した。ブラジル空軍の航空技術研究所の技術者の力によって、双発プロペラ旅客機「EMB 110 バンデランテス（別名：バンディランテ）」を開発し1972年に初飛行させた。同機は日本を含む世界中の数多くの航空会社で運航され、成功を収めた。それが、同社が「ブラジルの誇り」と言われた所以である。
さらに1976年には「EMB 121 シング」が初飛行し、1983年には、小型ターボプロップ機の「EMB 120 ブラジリア」と、ターボプロップのタンデム複座型練習機の「EMB-312 ツカノ」を相次いで発表した。
EMB 120 ブラジリアはEMB 110 バンデランテス同様に世界各国の航空会社に採用された上、EMB-312 ツカノもイギリス空軍などで採用されたほか、ブラジルでも練習機兼用のゲリラ掃討用COIN機として現在も利用されている。
もともと国営だったこともあり、公共企業的気風により、赤字経営が続いたものの、一向に体質改善に意識が向かわなかった。

### 経営状態悪化
1990年には、当時にして3億米ドルの開発費用を投じ「CBA123」を開発したものの、価格を半分にしなければ競争力がないことがわかり、一機の契約もないまま開発が中止され、開発費用がそのまま損失となった。
このころ、赤字を出し続けたため政府の援助が打ち切られ、さらに1991年の湾岸戦争勃発によって航空産業が低迷期に入った。重要顧客だった欧米の航空会社から注文のキャンセルが相次いだため、経営状態が悪化し従業員1万4千人の大半を解雇した。しかし、それでも赤字は膨れ上がる一方だった。

### 民営化

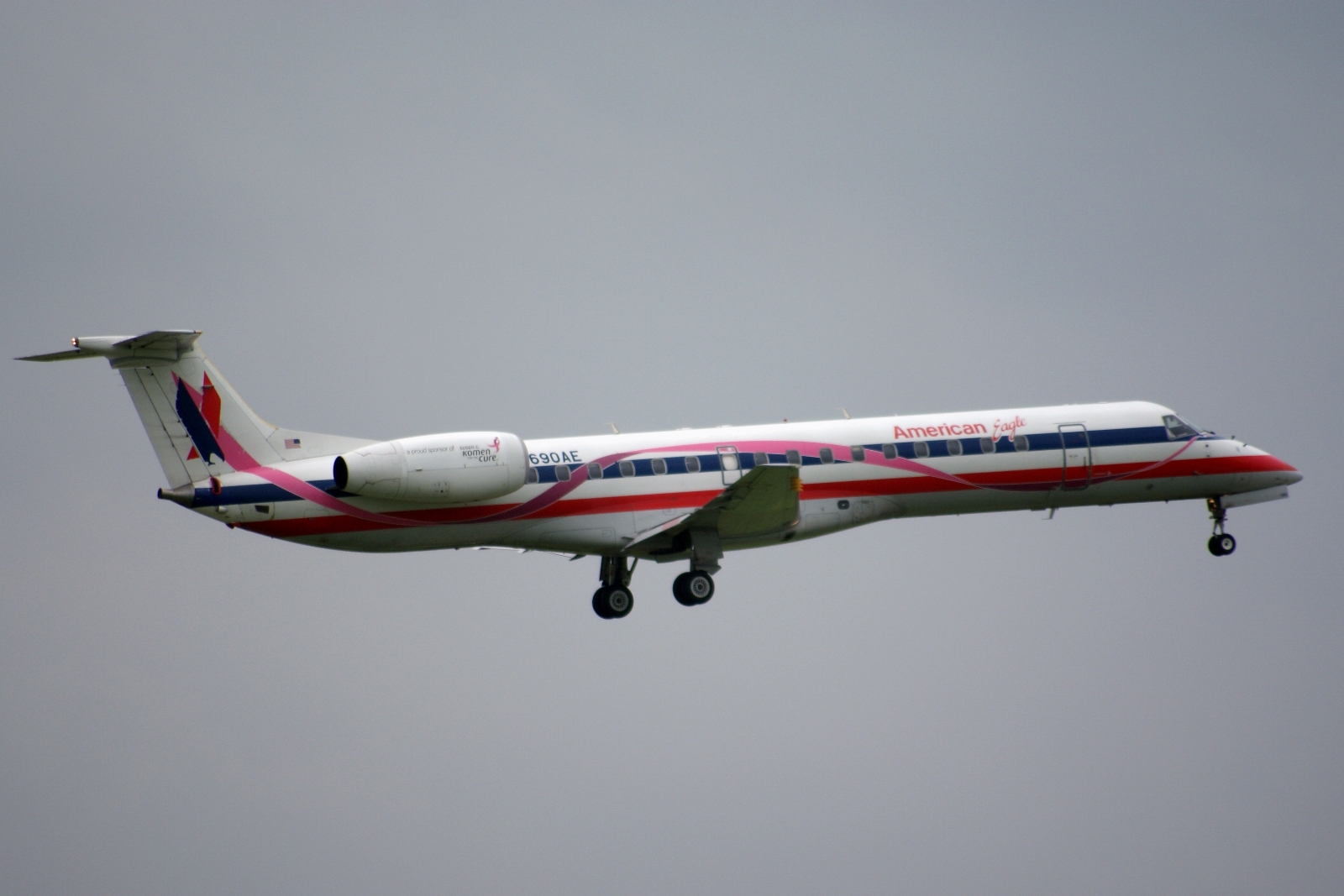
ERJ-145LR

政府は根本的な解決としてエンブラエルの民間売却、民営化に踏み切った。2度売却に失敗するが、1994年12月、金融コングロマリットのボザノ・シモンセン、社会福祉年金運用会社のプレビとシステルが共同で出資し、1億4670万米ドルで買収した。
持ち株30パーセントで最大株主であるボザノ・シモンセンから出向した社長マウリシオ・ノビス・ボテーロは、株主の金融関係のノウハウを活かし経費を切り詰め、体質改善を図ると同時に、国営時代の1990年代から開発していた50人乗りの小型ジェット機「ERJ145」の販売に踏み切り、同時に35人乗りの短胴型「ERJ135」も開発した。これが、小型のジェット旅客機を望んでいた各国の航空業界の目にとまり、まさに飛ぶように売れたおかげで、4年後には黒字に回復した。さらに2000年には半年で欧米の航空会社17社と契約を結ぶなど驚異的な成長を遂げる。
1999年にはフランスの航空機製造企業のグループ、ダッソーに、株の20%を売却することで提携し、技術交流を容易にした。その後すぐに、一回り大きな70人乗りの新型機である「ERJ170」、98人乗り「ERJ190」、108人乗り「ERJ195」の開発を発表した。これらの機体は日本の川崎重工業も機体の製造に参加しており、ヨーロッパやアメリカの大手航空会社が相次いで導入している。

### 世界第3位の航空機製造会社

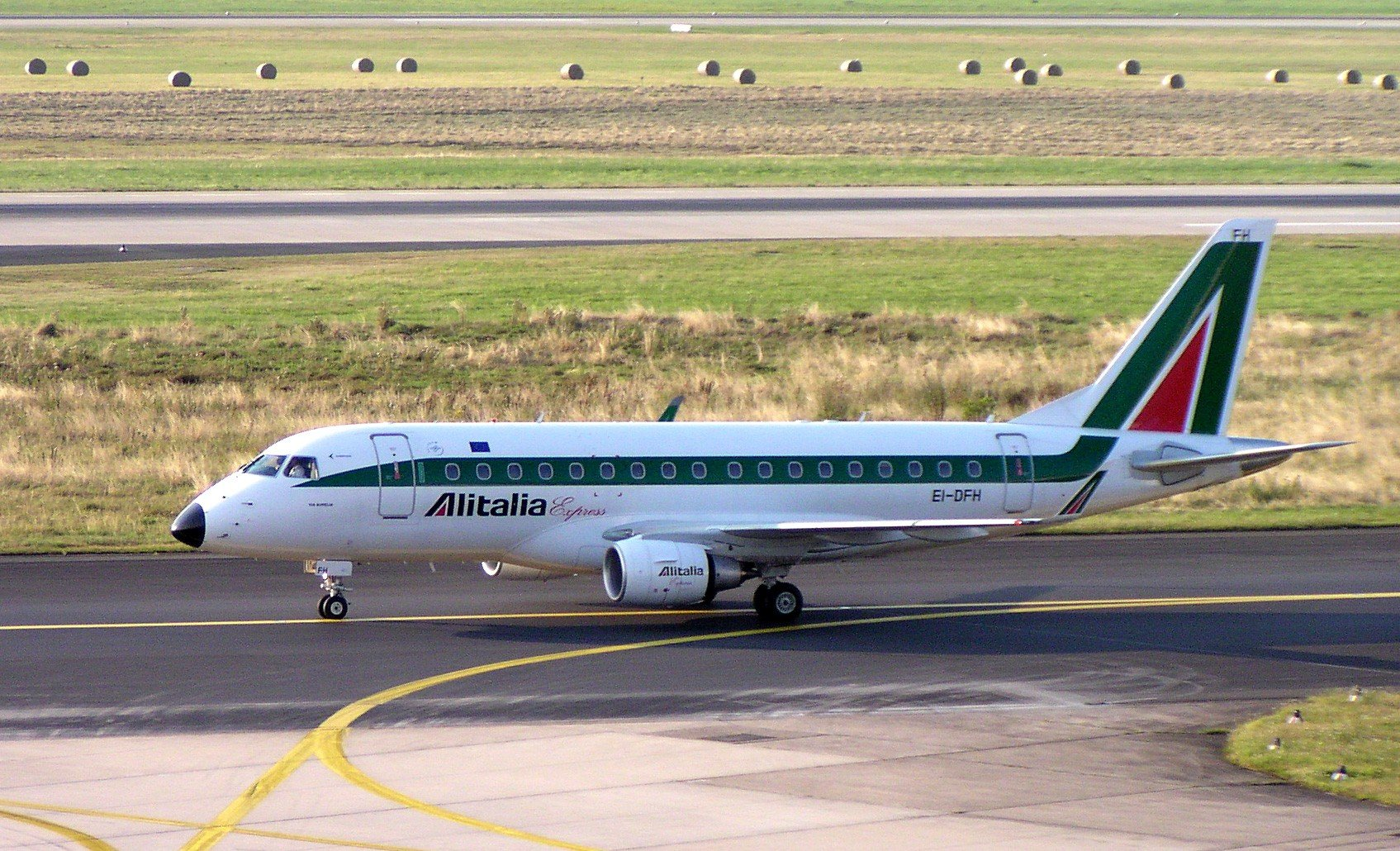
ERJ-170LR

長らく、ヨーロッパのエアバス、アメリカ合衆国のボーイング、カナダのボンバルディア・エアロスペースについで、世界で第4位のシェアであったが、2013年にボンバルディアを追い抜き、世界3位の航空機メーカーとなる。
2002年には、中華人民共和国ハルビンに同国の国営企業である中国航空工業第二集団（後の中国航空工業集団公司）と合弁で工場を設立した。
2000年代に入り、成長著しいビジネスジェット市場に参入した上、軍事部門も得意分野であり、ブラジル空軍が運用する機体の50パーセントを占める。また、オーストラリア空軍など、世界20カ国以上の軍隊でも採用されている。
2007年2月22日には、日本航空グループ（ジェイエア運航）が国内線用の新小型機として、ERJ-170を10機導入（オプション5機発注）する方針と発表、2008年10月3日に一号機が引き渡された。また、静岡空港を拠点とするリージョナル航空事業に参入したフジドリームエアラインズも2009年にERJ-170を2機導入している。
2019年2月26日にボーイングへの旅客機部門の売却が臨時株主総会により承認されたが、2020年4月25日に中止が発表された。
2020年10月に子会社イブ・アーバン・エア・モビリティー・ソリューションズを設立し、電動垂直離着陸機（eVTOL、いわゆる「空飛ぶクルマ」）を2026年の商用化を目標に開発中である。

## 機体リスト

### 商業用

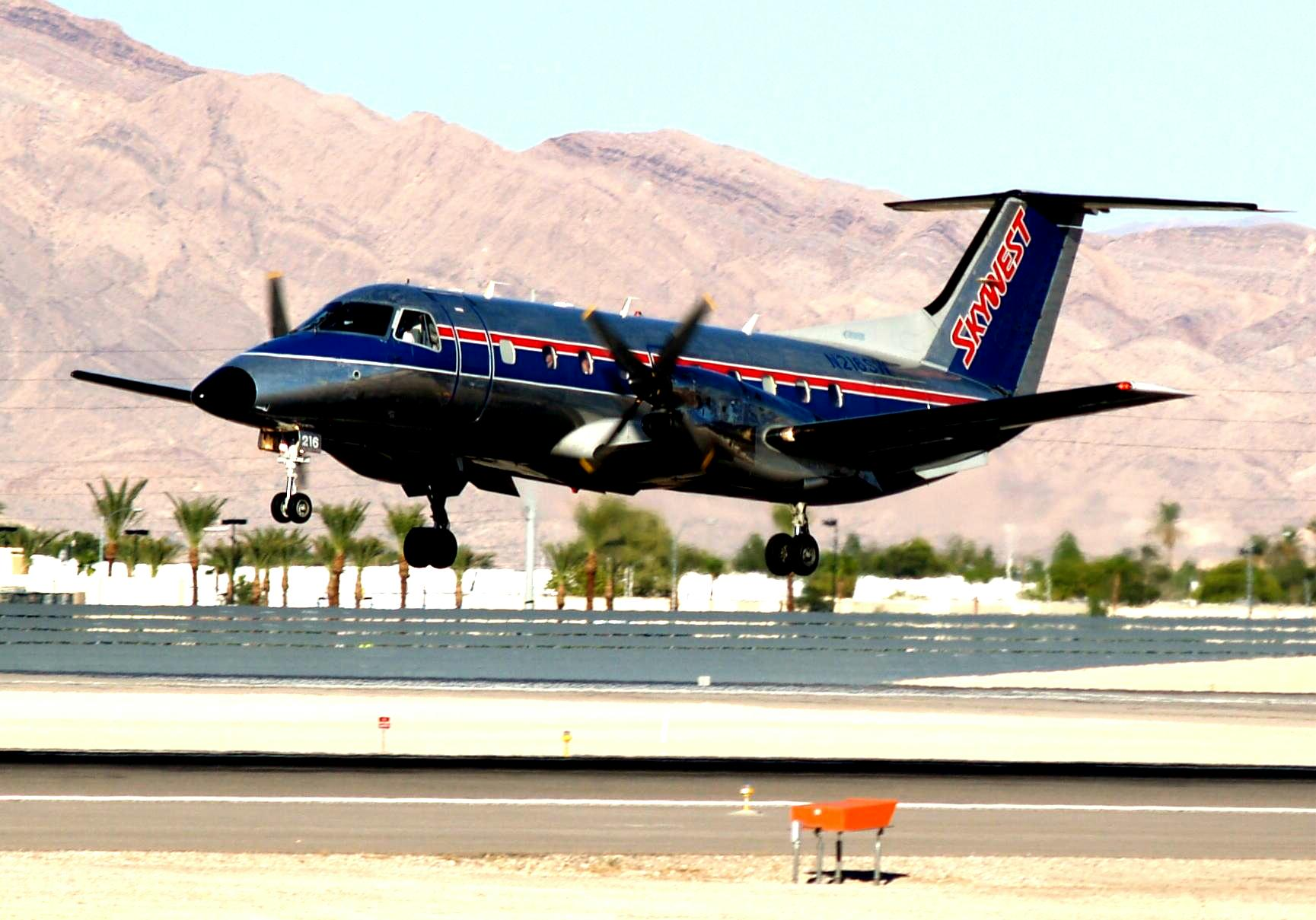
EMB-120

- EMB 110 Bandeirantes：双発ターボプロップ旅客機。
- EMB 121 Xingú
- EMB 312 Tucano：単発ターボプロップ練習機
- CBA123：推進式双発ターボプロップ旅客機。試作のみ。
- EMB 120 Brasilia：双発ターボプロップ旅客機。
- ERJ
  - ERJ-135
  - ERJ-140
  - ERJ-145
- E-Jet
  - エンブラエル170
  - エンブラエル175
  - エンブラエル190
  - エンブラエル195

### 軍用

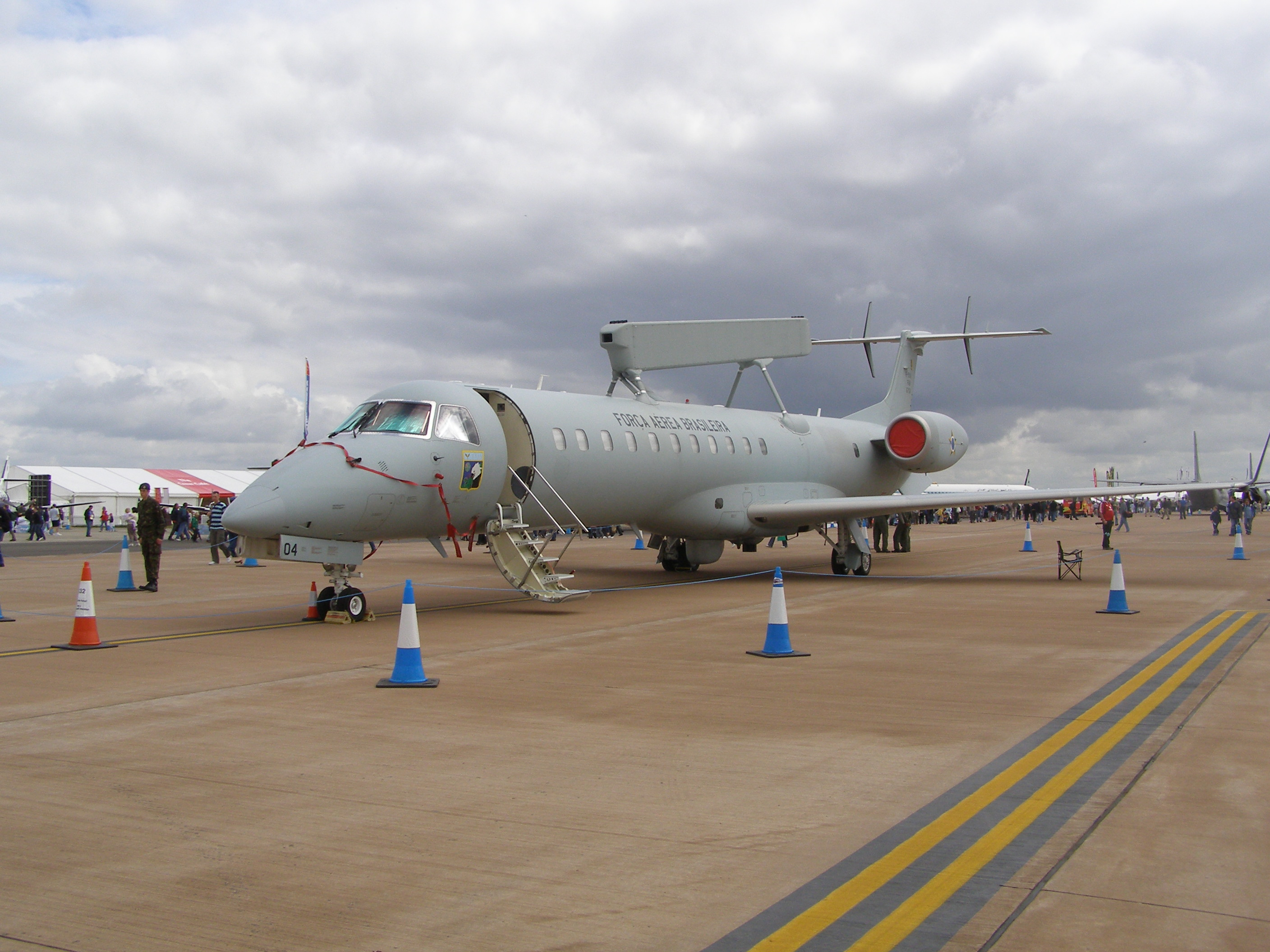
P-99

- エンブラエル EMB 312 ツカノ
- エンブラエル EMB 314 スーパーツカノ
- AMX インターナショナル AMX
- エンブラエル R-99
  - エンブラエル 145 AEW&C
  - エンブラエル 145 RS/AGS
  - エンブラエル P-99
- エンブラエル C-390

### ビジネスジェット
- エンブラエル フェノム 100
- エンブラエル フェノム 300

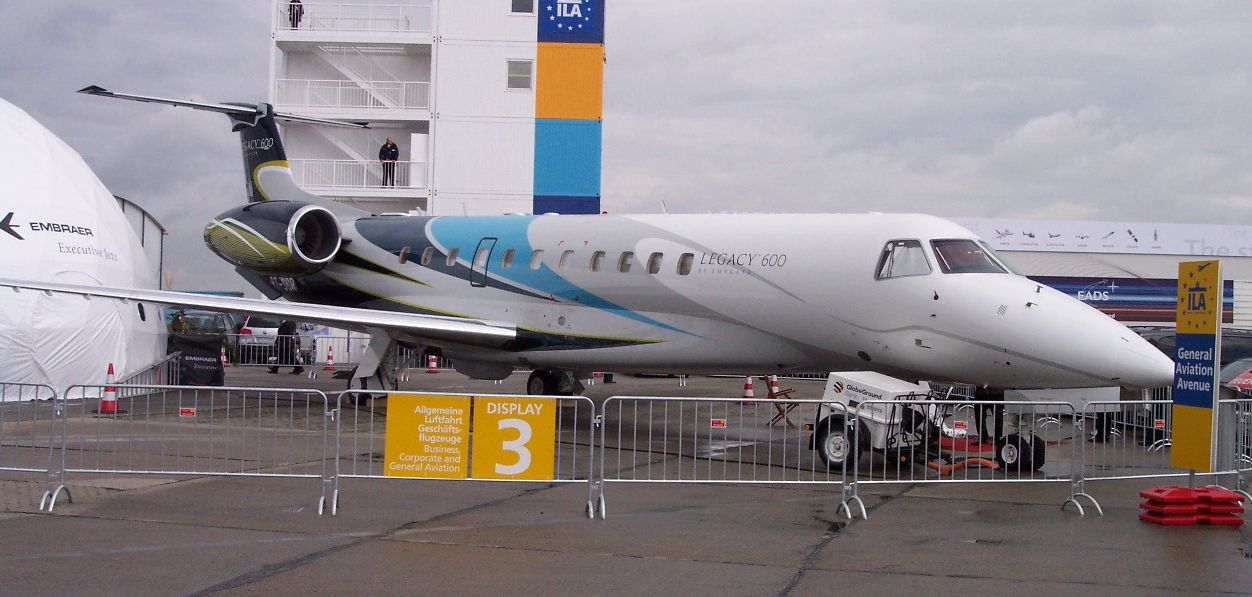
レガシー600

- エンブラエル レガシー 500 / 450
- エンブラエル・レガシー600
- エンブラエル リネージュ 1000

### 農業機
- EMB 202 イパネマ

## 主なユーザー

### 航空会社
- TAM航空
- アズールブラジル航空
- 日本航空（ジェイエア）
- フジドリームエアラインズ
- 四川航空
- ブリティッシュ・エアウェイズ
- エールフランス
- ルフトハンザドイツ航空
- LOTポーランド航空
- フィンエアー
- アエロメヒコ航空
- アメリカン航空（アメリカン・イーグル）
- デルタ航空（デルタ・コネクション）
- ユナイテッド・エクスプレス
- ジェットブルー航空
- モクレレ航空
- エア・カナダ
- ヴァージン・オーストラリア

### 政府
- ブラジル政府
- イギリス空軍
- ベルギー空軍